# Hágó

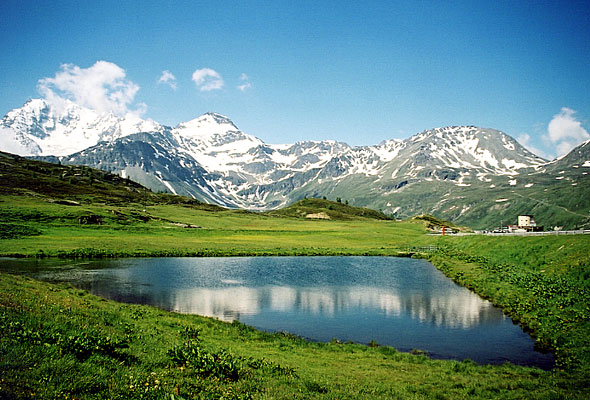
Simplon-hágó (2005 m) Svájc és Olaszország határán

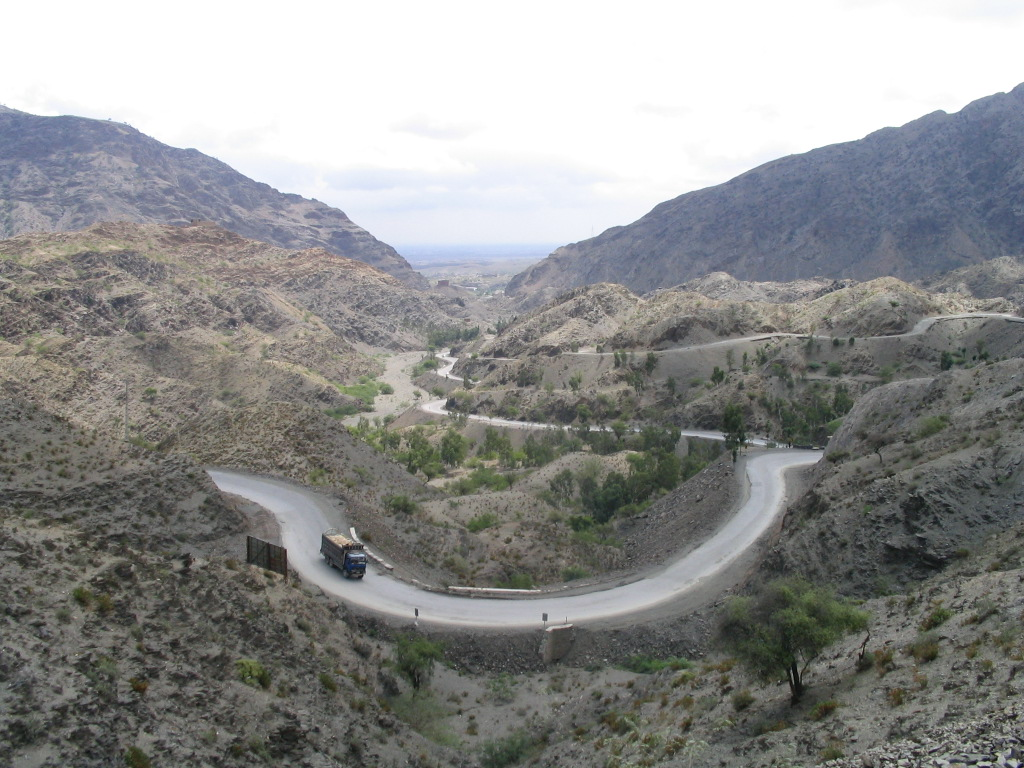
A Haibár-hágó Afganisztánban

A hágó olyan hegyek, havasok, dombok közt fekvő út, amelyen keresztül túl lehet jutni egy hegyláncon. Mivel a Föld hegységei mindig is jelentős akadályt képeztek az utazásnak, a hágók fontosak voltak már az írott történelem előtt is, és kulcsszerepük volt a kereskedelemben, háborúban és népvándorlásokban.
A hágónak nyereg alakja van két hegy között. Általában források fölött állnak, így meghatározva azok irányát és egyfajta „hidat” képeznek két folyó között. A hágók lehetnek nagyon rövidek, vagy akár több kilométeres völgyek is.
Gyakran építenek utakat rajtuk keresztül, manapság vasutakat is. Néhány magasabb hágó alatt alagutakat fúrtak, hogy az útnak/vasútnak ne kelljen olyan magasra kapaszkodni és a közlekedés egész éven át zavartalan legyen.
A hágók teteje általában az egyetlen sík felület a környéken, ezért gyakran házakat építenek rá. Azoknál az országoknál, ahol a határt hegylánc jelöli, a hágó általában a határ részét képezi, ami miatt határőrség, vámhatóság, és gyakran katonai épületek is találhatóak. Ha a hágón autóút megy keresztül, akkor szokás táblán megjelölni annak nevét és magasságát. Egy tipikus példa erre az argentin-chilei határ, mely az Andok gerincén halad, és 42 hágó keresztezi.
Amellett, hogy viszonylag könnyű utat képeznek egy hegyvonulat két oldala között, a hágók jelenthetik két hegycsúcs között azt az utat is, amelyen legkisebb szintkülönbséget kell leküzdeni. Emiatt a hegyi turistautak gyakran keresztezik a hágókat.

## Kapcsolódó szócikk
- Vereckei-hágó